# Plebiscito costituzionale di Corea del Sud del 1969
Un plebiscito costituzionale si è svolto in Corea del Sud sotto il regime militare autoritario del presidente Park Chung-hee il 17 ottobre del 1969.
Le modifiche alla Costituzione della Repubblica di Corea e fuerom approvato con il 67,5% dei voti, con una partecipazione del 77,1%.

## Risultati
| Risultati   | Risultati  | Risultati   |
| Sì o no     | Voti       | Percentuale |
| ----------- | ---------- | ----------- |
| Sì          | 7.553.655  | 67,5%       |
| No          | 3.636.369  | 32,5%       |
| Voti totali | 11.604.038 | 100%        |